# Oxylobium linariifolium
Oxylobium linariifolium là một loài thực vật có hoa trong họ Đậu. Loài này được (G.Don) Domin miêu tả khoa học đầu tiên.